# Campeonato Roraimense 2017
In 2017 werd het 58ste Campeonato Roraimense gespeeld voor voetbalclubs uit Braziliaanse staat Roraima. De competitie werd georganiseerd door de FRF en werd gespeeld van 31 maart tot 26 mei. São Raimundo werd kampioen.

## Eerste toernooi

### Eerste fase

#### Groep A
| Plaats | Club    | Wed. | W | G | V | Saldo | Ptn. |
| ------ | ------- | ---- | - | - | - | ----- | ---- |
| 1.     | Baré    | 3    | 2 | 1 | 0 | 10:2  | 7    |
| 2.     | Náutico | 3    | 1 | 1 | 1 | 5:6   | 4    |
| 3.     | Real    | 2    | 0 | 0 | 2 | 1:9   | 0    |

|  | Geplaatst voor tweede fase Taça Boavista |

#### Groep B
| Plaats | Club         | Wed. | W | G | V | Saldo | Ptn. |
| ------ | ------------ | ---- | - | - | - | ----- | ---- |
| 1.     | São Raimundo | 3    | 3 | 0 | 0 | 13:0  | 9    |
| 2.     | Roraima      | 3    | 1 | 0 | 2 | 6:8   | 3    |
| 3.     | GAS          | 2    | 0 | 0 | 2 | 0:10  | 0    |

|  | Geplaatst voor tweede fase Taça Boavista |

### Tweede fase
In geval van gelijkspel worden strafschoppen genomen, tussen haakjes weergegeven. 
|  | Halve finale     | Halve finale |       |  | Finale | Finale |  |
|  |                  |              |       |  |        |        |  |
|  |                  |              |       |  |        |        |  |
|  | Baré             | 4            |       |  |        |        |  |
|  | Atlético Roraima | 1            |       |  |        |        |  |
|  |                  |              |       |  |        |        |  |
|  |                  |              |       |  |        |        |  |
|  |                  |              |       |  | Baré   | 0 (5)  |  |
|  |                  | São Raimundo | 0 (4) |  |        |        |  |
|  |                  |              |       |  |        |        |  |
|  |                  |              |       |  |        |        |  |
|  |                  |              |       |  |        |        |  |
|  |                  |              |       |  |        |        |  |
|  | São Raimundo     | 4            |       |  |        |        |  |
|  | Náutico FC       | 0            |       |  |        |        |  |

Details finale
|                |                                                  |       |                                         |                          |
| 13 april 18:00 | Baré                                             | 0 – 0 | São Raimundo                            | Vila Olímpica, Boa Vista |
| 13 april 18:00 |                                                  |       |                                         | Vila Olímpica, Boa Vista |
| 13 april 18:00 | Strafschoppen                                    |       |                                         | Vila Olímpica, Boa Vista |
| 13 april 18:00 | Dudé Lucas Sudário Pelezinho Wandão Robemar Goes | 5 - 4 | Viny Luã João Paulo Nilson Alan Caruaru | Vila Olímpica, Boa Vista |

| Baré | São Raimundo |

## Tweede toernooi

### Eerste fase

#### Groep A
| Plaats | Club    | Wed. | W | G | V | Saldo | Ptn. |
| ------ | ------- | ---- | - | - | - | ----- | ---- |
| 1.     | Baré    | 3    | 1 | 1 | 1 | 6:3   | 4    |
| 2.     | Real    | 3    | 1 | 1 | 1 | 5:12  | 4    |
| 3.     | Náutico | 3    | 0 | 1 | 2 | 2:11  | 1    |

|  | Geplaatst voor tweede fase Taça Roraima |

#### Groep B
| Plaats | Club         | Wed. | W | G | V | Saldo | Ptn. |
| ------ | ------------ | ---- | - | - | - | ----- | ---- |
| 1.     | São Raimundo | 3    | 3 | 0 | 0 | 17:2  | 9    |
| 2.     | Roraima      | 3    | 1 | 2 | 0 | 7:4   | 5    |
| 3.     | GAS          | 3    | 0 | 1 | 2 | 3:8   | 1    |

|  | Geplaatst voor tweede fase Taça Roraima |

### Tweede fase
In geval van gelijkspel worden strafschoppen genomen, tussen haakjes weergegeven. 
|  | Halve finale     | Halve finale |   |  | Finale | Finale |  |
|  |                  |              |   |  |        |        |  |
|  |                  |              |   |  |        |        |  |
|  | Baré             | 2            |   |  |        |        |  |
|  | Atlético Roraima | 1            |   |  |        |        |  |
|  |                  |              |   |  |        |        |  |
|  |                  |              |   |  |        |        |  |
|  |                  |              |   |  | Baré   | 1      |  |
|  |                  | São Raimundo | 2 |  |        |        |  |
|  |                  |              |   |  |        |        |  |
|  |                  |              |   |  |        |        |  |
|  |                  |              |   |  |        |        |  |
|  |                  |              |   |  |        |        |  |
|  | São Raimundo     | 8            |   |  |        |        |  |
|  | Real             | 1            |   |  |        |        |  |

Details finale
|             |                   |       |              |                          |
| 9 mei 19:00 | Baré              | 1 – 2 | São Raimundo | Vila Olímpica, Boa Vista |
| 9 mei 19:00 | Júnior Neymar 66' |       | 4', 34' Viny | Vila Olímpica, Boa Vista |

| Baré | São Raimundo |

## Finale
|              |                                              |       |                                   |                     |
| 16 mei 19:00 | Baré                                         | 3 – 3 | São Raimundo                      | Ribeirão, Boa Vista |
| 16 mei 19:00 | Júnior Neymar 21' Luís Carlos 49' Wagner 60' |       | 58', 82' DThiago Paraná 77' Betão | Ribeirão, Boa Vista |
| 16 mei 19:00 | Strafschoppen                                |       |                                   | Ribeirão, Boa Vista |
| 16 mei 19:00 | 3 - 4                                        |       |                                   | Ribeirão, Boa Vista |

| Baré | São Raimundo |

### Kampioen
| Campeonato Roraimense de 2017    |
| Roraima                          |
| -------------------------------- |
| SÃO RAIMUNDO Kampioen (8° titel) |